# Заблуда, Григорий Васильевич
Григорий Васильевич Заблуда (7 [20] августа 1902, Семёновка, Екатеринославская губерния — 23 января 1994, Уфа) — советский учёный-ботаник, физиолог растений, доктор биологических наук (1943), профессор (1944). Заслуженный деятель науки Башкирской АССР (1972).

## Биография
В 1927 году окончил Верхнеднепровский сельскохозяйственный техникум Криворожского института зерновых культур. Позже преподавал там же. С 1931 года — в Томском университете.
С 1934 года исполнял обязанности, а с 1935 года — заведующий кафедрой физиологии растений и ботаники Чувашского сельскохозяйственного института (Чебоксары), с 1940 года — доцент кафедры органической и биологической химии, проректор по научной части, организатор и декан биологического факультета, заведующий кафедрой физиологии растений (с 1944) Свердловского сельскохозяйственного института (ныне Уральский государственный аграрный университет в Екатеринбурге).
С 1958 года — проректор по научной части и одновременно заведующий кафедрой физиологии растений Башкирского государственного университета (ныне Уфимский университет науки и технологий).
В 1973—1978 годах читал лекции в Башкирском сельскохозяйственном институте и одновременно старший научный сотрудник Института биологии.

## Научная деятельность
Основные направления научной деятельности и исследований Г. В. Заблуды посвящены динамике индивидуального развития и засухоустойчивости растений, в частности, зерновых культур, изучению морфогенеза злаков.
Им выявлены изменения засухоустойчивости овса, пшеницы, ячменя в разные фазы развития и разработаны рекомендации по защите их от засухи.
Автор около 60 научных трудов.

### Научные труды
- Действие почвенной засухи на формирование генеративных органов у яровых пшениц // Докл. АН СССР. 1938. Т. 18, № 8;
- К методике сравнительного изучения засухоустойчивости пшениц // Советская ботаника. — 1940. — № 5—6;
- Засухоустойчивость хлебных злаков в разные фазы их развития / Свердловск, 1948;
- Влияние условий созревания на физиологические свойства и посевные качества семян пшеницы // Докл. АН СССР. 1952. Т. 84, № 2 (в соавт.).

## Награды
- орден «Знак Почёта» (1945);
- Заслуженный деятель науки Башкирской АССР (1972).